# Loggia dei Mercanti (Sermoneta)
La Loggia dei Mercanti è un antico porticato gotico di Sermoneta nel Lazio.

## Storia
La Loggia dei Mercanti venne realizzata nel 1446 per ordine di Onorato Caetani per farne sede comunale, degli affari e delle assemblee popolari.
È credenza comune che la Loggia compaia in una scena con Massimo Troisi del celebre film Non ci resta che piangere del 1984, quella in cui a Troisi arriva il noto monito "Ricordati che devi morire". Ma in realtà non è così: basta vedere bene le immagini e confrontarle con una foto della Loggia per accertarsene.

## Descrizione
Sotto le grandi arcate a tutto sesto che seguono il canone quattrocentesco si aprivano un tempo le porte delle stalle che ospitavano le bestie che andavano vendute o scambiate al mercato. Il portale d'accesso laterale, a sesto acuto, invece, segue ancora il canone gotico.